# Kalinjingradska oblast
Kalinjingradska oblast (rus.: Калинингра́дская о́бласть, Калининградская область ili neslužbeno Янта́рный край, što pak znači jantarski kraj, te njem.: Gebiet Kaliningrad) je oblast u Rusiji na obali Baltičkoga mora.

## Politika
Trenutni guverner Kalinjingradske oblasti (od 2010.) je Nikolaj Cukanov, koji je naslijedio Georgija Bossa.
Europska unija i Rusija vodili su političke rasprave oko ovoga područja. Proširenje Europske unije iz 2004. godine, kojim su Poljska i Litva postale njezinim članicama, označilo je kako ova oblast od toga trenutka ima kopnene granice samo s Europskom unijom. Problemi oko sigurnosti bili su najvažnija tema razgovora, s jakom važnosti za Schengenski sporazum.
Nakon raspada Sovjetskog Saveza neki su intelektualci i vladini službenici u Kalinjingradu otvoreno raspravljai o odvajanja ove regije od Rusije. Sredinom 1990-ih je Juri Matočkin, koji je bio prvi guverner ove oblasti nakon raspada Sovjetskog Saveza, zahtijevao poseban odnos s Europskom unijom, te je čak i prijetio i referendumom koji bi odlučio o odvajanju ove oblasti, potičući tako strahove Moskve o centrifugalnim silama separatizma. Njegovi pokušaji podizanja statusa ove oblasti na onaj suverene republike povezane s Ruskom Federacijom nije donijelo nikakvih rezultata. U to isto vrijeme je separatistička Baltičko Republička Stranka, koja je zabranjena 2005. godine, ciljala ka osnivanju četvrte baltičke države. No, organizirani separatistički pokret nije nikada nastao, te su istraživanja pokazala jaku podršku ostajanja ovog teritorija dijelom Rusije.

## Zemljopis
Kalinjingradska oblast je Ruska eksklava koja graniči s Litvom na sjeveru, s Poljskom na jugu, te s Baltičkim morem na zapadu.
Kalinjingradska oblast obuhvaća najsjeverniji dio područja prijašnje Istočne Pruske, koja je bila eksklava Weimarske Republike.
Zemljopisne zanimljivosti su:
- Kuronski zaljev, kojeg dijeli s Litvom
- Vislanski zaljev, kojeg dijeli s Poljskom

Najviši vrh:
- Najsjevernija točka: ?
- Najjužnija točka: ?
- Najzapadnija točka: ?
- Najistočnija točka: ?

## Vojska
Kalinjingradska oblast je jedna od najmilitariziranih područja Ruske Federacije, a gustoća vojnih instalacija je najveća u Europi.
Ova je oblast stožer Ruske baltičke flote.

## Vremenska zona
Kalinjingradska oblast se nalazi u Istočnoeuropskom vremenu (lokalno znano i kao Kalinjingradsko vrijeme ili Ruska zona 1).
UTC je +02 (USZ1) zimi, te +03 (USZ1S) ljeti.

## Demografija

### Stanovništvo
Prema popisu stanovništva iz 2002. godine broj stanovnika ove regije je bilo 955.281 (od toga je broja 78 % gradskog stanovništva, dok je 22 % seoskog stanovništva). Ova je ruska oblast četvrta oblast u Ruskoj Federaciji po gustoći stanovništva s 62,5 osoba po km².
Jako mali broj pruskih Litavaca i Nijemaca koji su živjeli u ovoj regiji prije Drugog svjetskog rata su nakon njegovog završetka ostali živjeti na tom području.

### Etničke skupine
Po popisu stanovništva iz 2002. godine nacionali sastav Kalinjingradske oblasti je sljedeći:
- 786.885 Rusa (82,37 %)
- 50,748 Bjelorusa (5,31 %)
- 47.229 Ukrajinaca (4,94 %)
- 13.937 Litavaca (1,46 %)
- 8415 Armenaca (0,88 %)
- 8340 Nijemaca (0,87 %)
- 4729 Tatara (0,50 %)
- 3918 Poljaka (0,41 %)
- 2959 Azera (0,30 %)
- 2320 Mordvinaca (0,24 %)
- 2027 Čuvaša (0,21 %)
- 1599 židova (0,17 %)
- 1447 Roma (0,15 %)
- 1116 Moldovaca (0,12 %)
- 738 Čečena (0,08 %)
- 709 Latvijaca (0,07 %)
- 681 Gruzijaca (0,07 %)
- 631 Kazasa (0,07 %)
- 631 Uzbeka (0,07 %)
- 562 Baškirca (0,06 %)
- 504 Jesida (0,05 %)
- 448 Marijaca (0,05 %)
- 433 Oseta (0,05 %)
- 382 Udmurtija (0,04 %)
- 359 Lezgina (0,04 %)
- 346 Bugara (0,04 %)
- 309 Tadžika (0,03 %)
- te 305 Amerikanaca (0,02 %)

U ovoj ruskoj oblasti živi još etničkih grupa koje broje manje od tri stotine osoba.
Uz ovaj broj ljudi koji žive u ovoj oblasti, njih 0,93 % odbija se izjasniti o svojoj nacionalnosti ili o svom etnokulturnom identitetu prilikom provedenog popisa.

## Vanjske poveznice
- Službene stranice vlasti Kalinjingradske oblasti  Arhivirana inačica izvorne stranice od 30. travnja 2009. (Wayback Machine) (ruski jezik)
- Web stranice s informacijama o Kalinjingradu i o Kalinjingradskoj oblasti  Arhivirana inačica izvorne stranice od 21. rujna 2020. (Wayback Machine) (ruski jezik)
- Zastava i grb Kalinjingradske oblasti (ruski jezik)
- Slike predratnih mjesta Kalinjingradske oblasti - slike crkava, dvoraca, itd. (ruski jezik)
- Narva-LD - Pribaltičke slike (ruski jezik)
- Dekret prezidiuma vrhovnih sovjeta SSSR-a "O preimenovanju naselja Kalinjingradske oblasti" od 5. srpnja 1950., № 745/3 (ruski jezik)
- Službene stranice Kalinjingrada - glavnog grada Kalinjingradske oblasti (ruski jezik)
- Sovetsk - drugi grad u Kalinjingradskoj oblasti  Arhivirana inačica izvorne stranice od 21. srpnja 2009. (Wayback Machine) (ruski jezik)

| Portal:Europa | Portal:Europa |

### Ostali projekti
|  | Zajednički poslužitelj ima stranicu o temi Kalinjingradska oblast    |
|  | Zajednički poslužitelj ima još gradiva o temi Kalinjingradska oblast |